# Sojuz TM-34
La Sojuz TM-34 è stata una missione diretta verso la Stazione spaziale internazionale.

## Equipaggio
| Ruolo                                      | Equipaggio al lancio                     | Equipaggio all'atterraggio             |
| ------------------------------------------ | ---------------------------------------- | -------------------------------------- |
| Comandante                                 | Jurij Gidzenko, Roscosmos Terzo volo     | Sergej Zalëtin, Roscosmos Secondo volo |
| Ingegnere di volo 1                        | Roberto Vittori, ESA Primo volo          | Frank De Winne, ESA Primo volo         |
| Ingegnere di volo 2 / Partecipante al volo | Mark Shuttleworth, SA Turista Primo volo | Jurij Lončakov, Roscosmos Secondo volo |

### Equipaggio di riserva
| Ruolo             | Equipaggio                  | Equipaggio                  |
| ----------------- | --------------------------- | --------------------------- |
| Comandante        | Gennadij Padalka, Roscosmos | Gennadij Padalka, Roscosmos |
| Ingegnere di volo | Oleg Kononenko, Roscosmos   | Oleg Kononenko, Roscosmos   |